# Bye Bye Borderline
Bye Bye Borderline – szósta płyta norweskiego zespołu Zeromancer wydana w roku 2013.

## Lista utworów
1. Auf Wiedersehen Boy     3:30
2. Bye-Bye Borderline      4:19
3. Lcyd                    4:08
4. You Meet People Twice   3:42
5. Manoeuvres              3:45
6. Weakness                3:46
7. Lace and Armour         3:08
8. Montreal                5:12
9. Ash Wednesday           4:44
10. The Tortured Artist     4:18